# Synchronicity (Grimm)
"Synchronicity" (conocido como "Sincronía" en España y "Sincronicidad" en Hispanoamérica) es el décimo séptimo episodio de la tercera temporada de la serie de televisión estadounidense de drama sobrenatural y policíaco Grimm. El guion principal del episodio fue coescrito por los guionistas Michael Duggan y Michael Golamco, y la dirección general estuvo a cargo de David Solomon.
El episodio se transmitió originalmente el 4 de abril del año 2014 por la cadena de televisión estadounidense NBC. Para la emisión de Hispanoamérica, el estreno se llevó a cabo el 21 de abril del 2014 por el canal Universal Channel.
Casi todo el capítulo está destinado a seguir la trama de la huida de Adelind y su bebé real, perseguida por la nobleza wesen comandada ahora por Viktor y ayudada por la Resistencia y el capitán Renard. Adelind y la bebé estuvieron a punto de ser atrapadas por la Verrat -el grupo de inteligencia de Viktor-, siendo rescatadas por la madre de Nick, Kelly Burkhardt. Sin embargo ni Kelly, ni Adalind, sabe quién es la otra. Pese a que Kelly tenía la orden de la Resistencia de llevar a Adalind a Brasil, por seguridad cambia de idea y decide llevarla a Portland, donde se encuentra con Nick y Julliete, y con Sean Renard a quien se refiere como "tu padre", produciéndose la sincronicidad de ambas tramas argumentales. Precisamente el epígrafe del capítulo es una frase de Carl Jung en el que alude al fenómeno de la sincronicidad: "En todo caos hay un cosmos, en todo desorden, un secreto orden." Mientras tanto la bebé da muestras de tener impresionantes poderes telekinéticos, a la vez que Adelind ha recuperado los poderes que Nick le había quitado. En otro hilo argumental Nick tiene dudas sobre si aceptar ser el padrino de bodas de Monroe, por su condición de grimm en una boda llena de wesens.

## Título y epígrafe
Tanto el título como el epígrafe del capítulo están directamente tomados del psicólogo suizo Carl Jung. "Sincronicidad" es una expresión creada por Jung en dos artículos de 1952, para describir el fenómeno de «la simultaneidad de dos sucesos vinculados por el sentido pero de manera acausal»: 

Así pues, emplearé el concepto general de sincronicidad en el sentido especial de una coincidencia temporal de dos o más sucesos relacionados entre sí de una manera no causal, cuyo contenido significativo sea igual o similar». Para evitarse malentendidos «lo diferenciaré del término "sincronismo", que constituye la mera simultaneidad de dos sucesos.
Carl Jung

El epígrafe del capítulo corresponde al libro The Archetypes and the Collective Unconscious (Los arquetipos y lo inconsciente colectivo) de Jung, en su traducción al inglés por R.F.C. Hull:

Versión en inglés

In all chaos there is a cosmos, in all disorder a secret order.
Versión en español
Hispanoamérica
En todo caos hay un cosmos, en todo desorden hay un orden secreto.
España
En el caos siempre hay un orden, en todo desorden hay un orden secreto.

El párrafo completo dice:

InglésThus the anima and life itself are meaningless in so far as they offer no interpretation. Yet they have a nature that can be interpreted, for in all chaos there is a cosmos, in all disorder a secret order, in all caprice a fixed law, for everything that works is grounded on its opposite.
Español
Por lo tanto el anima y la vida en sí misma no tienen sentido, en tanto no ofrecen interpretación. Aun así tienen una naturaleza que puede ser interpretada, porque en todo caos hay un cosmos, en todo desorden un secreto orden, en todo capricho una ley fija, porque todo lo que funciona está enraizado en su opuesto.

## Argumento
Casi todo el capítulo está destinado a seguir la trama de la huida de Adalind y su bebé de sangre real. Meisner logra finalmente escapar del grupo de asesinos que la perseguía (la Verrat) y lleva a Adalind a una pista de aterrizaje clandestina para que ambas salgan de Europa. Sin embargo otro grupo de la Verrat se anticipa y logra atrapar a Adalind y la bebé. Aparece entonces la madre de Nick, Kelly Burkhardt, quien mata a los seis miembros del grupo de tareas de la Verrat enviados a secuestrar a la bebé y salva a Adalind. Viktor ordena entonces matar a Danilov, por el fracaso de la Verrat, y nombra a un nuevo jefe de la Verrat: Ruspoli. Las mujeres suben a un antiguo avión, que tenía como destino inicial Brasil, pero que Kelly ordena dirigir hacia Portland, sin que ninguna de las dos sospeche quien es la otra (Adalind había intentado matar a Nick y envenenado a Juliette, mientras que Kelly mató a la madre de Adalind). Nick, Juliette y Adalind se encuentran se produce inicialmente una fuerte confrontación, pero a poco andar todos toman conciencia que las circunstancias han cambiado mucho. Por otra parte la bebé da muestras de poderes telequinéticos cada vez más fuertes. Pero Adalind decide irse de la casa de los Burkhardt, y se va a la casa del capitán Sean Renard. Cuando Renard toma la bebé en sus brazos, Adalind dice: "este es tu padre".   
Julliete señala que la coincidencia de todas estas líneas es un caso de sincronicidad, en el sentido formulado por Carl Jung:

Quizás no haya sido una coincidencia que hayas traído a Adalind y su bebé devuelta aquí y a Nick... Carl Jung, sincronicidad. Cuando dos o mas eventos no están necesariamente relacionados pero están conectados a través del significado.
Juliette.

Tanto el tìtulo como el epígrafe del capítulo -una frase de Carl Jung- aluden al fenómeno de la sincronicidad: "En todo caos hay un cosmos, en todo desorden, un secreto orden." 
Nick tiene dudas sobre si aceptar ser el padrino de bodas de Monroe, por su condición de grimm en una boda llena de wesens. Pero a Monroe se le ocurre que el problema puede solucionarse simplemente usando anteojos de sol. Sorprendido, Nick pregunta por qué y Monroe y Rosalee le cuentan que los wesen reconocen a un grimm por los ojos:

- Monroe: Son tus ojos.
- Nick: ¿Mis ojos?
-Rosalee: Es como sabemos que vos sos un Grimm cuando hacemos woge.
- Monroe: Se vuelven negros.
- Rosalee: No exactamente negros.
- Monroe: No, tienes razón, realmente. Negros es realmente una palabra demasiado débil. Es más bien como una oscuridad infinita. Y nosotros nos vemos reflejados en esa oscuridad. Vemos nuestra verdadera naturaleza wesen.

### Detalles
- La madre de Nick dice: "No confío en nadie que no esté lo suficientemente cerca como para matarlo".

## Elenco regular
- David Giuntoli como Nick Burkhardt.
- Russell Hornsby como Hank Griffin.
- Bitsie Tulloch como Juliette Silverton.
- Silas Weir Mitchell como Monroe.
- Sasha Roiz como el capitán Renard.
- Bree Turner como Rosalee Calvert.
- Claire Coffee como Adalind Schade.
- Reggie Lee como el sargento Wu.